# Феофан Сиатистский
Епископ Феофан Сиатистский (греч. επίσκοπος Θεοφάνης Σιατιστεύς, 1787 , Селица, Западная Македония — 3 марта 1868, Триполис (Греция)) — епископ Элладской православной церкви, политик, участник Освободительной войны Греции 1821−1829 годов.

## Биография
Феофан родился в городке Селица (сегодняшний Эратира нома Козани, Западная Македония, бывшей тогда, как и бо́льшая часть территории Балканского полуострова, под османским контролем.
Несмотря на возможное славянское (или валашское) имя Селицы, население было исключительно греческим.
Этот факт подтверждается даже болгарскими источниками через столетие после рождения Феофана, когда пробудившийся болгарский национализм стал оспаривать у греков право на воссоединение Македонии с Грецией и в период греко-болгарской Борьбы за Македонию болгарская пропаганда всячески пыталась занизить цифры греческого населения Македонии.
В истории Греческой революции и Элладской православной церкви отмечен как Феофан Сьятистский (Θεοφάνης Σιατιστεύς), от имени близлежащего к месту его рождения более известного западномакедонского города Сьятиста.
Феофан учился в греческом малоазийском городе Кидониес у учёного священника Григория Сарафиса.
Греческая революция разразившаяся в 1821 году не обошла стороной и Македонию.
Вождём восстания греков македонян был коммерсант Эммануил Паппас. Феофан стал его секретарём.
Первоначально повстанцам сопутствовал успех и они угрожали столице Македонии, городу Салоники.
Но после подхода турецких подкреплений, обстановка изменилась кардинальным образом.
С падением последнего оплота повстанцев на полуострове Касандра, Феофан сумел выбраться в Южную Грецию.
Обосновался на острове Спеце, являвшемся одним из основных оплотов греческого революционного флота.
Находясь на Спеце, содействовал организации и участию в войне повстанцев и беженцев из Македонии и был своего рода их духовным лидером.
Во время своего пребывания на Спеце и в течение длительного периода был секретарём адмирала Спеце Георгиоса Андруцоса, что по сути делало его секретарём революционного флота острова.
Он был также учителем и советником судовладельческого рода Ботасисов, а также учителем семьи судовладельца и политика А. А. Хадзианаргиру.
После воссоздания греческого государства, он остался на свободных территориях, не забывая родную Македонию и оказывая помощь землякам македонянам всевозможными способами.
Он стал официально священником и был назначен учителем в школу острова Спеце.
Начиная с 1832 года, македоняне Анастасиос Полизоидис, Георгиос Хрисидис, Феофан Сатистский, Георгиос Атанасиу и Панайотис Наум предприняли усилия для создания колонии в Средней Греции, где могли бы поселиться македонские беженцы.
После создания в 1833 году Министерства просвещения, именовавшегося тогда Секретариат государства по церковным и образовательным вопросам (η επί των Εκκλησιαστικών και της Δημοσίου Εκπαιδεύσεως Γραμματεία της Επικρατείας), Феофан стал его секретарём.
С возведением на престол короля Оттона, он был назначен членом Священного синода, сменив в 1840 году на посту первого секретаря (королевского комиссара) Синода Феоклита Фармакидиса.
21 октября 1852 года Феофан был назначен епископом Мантинейским и Кинурийским на полуострове Пелопоннес и оставался на этом посту до самой своей смерти 3 марта 1868 года.
Всё своё имущество завещал церквям города Триполи и благотворительным обществам.
В 2001 году в Салониках была издана книга Григориса Велкоса «Феофан Сиатистевс, Архиепископ Мантинии и Кинурии».